# Hřib Wichanského
Hřib Wichanského (Boletus wichanskyi Hlaváček 1993) je vzácná houba, která byla nalezena ve Vysokých Tatrách v letech 1962 a 1963.

## Synonyma
- Boletus fuscoroseus Smotlacha 1911 sensu Wichanský et. Veselský 1963 (non orig.)[1]
- Boletus wichanskyi Hlaváček 1993[1]

## Taxonomie a historie
První nález byl učiněn 29. července 1962 inženýrem Šputou na základě výzvy v Mykologickém sborníku nabádající k hledání vzácných druhů hub. Hřib rostl pod jalovcem na okrajové světlině smrkového lesa, který se rozkládá na úpatí Kriváně ve Vysokých Tatrách (Slovensko). Plodnice předal nálezce mykologovi Jaroslavu Veselskému, který ji poskytl ke studiu Evženu Wichanskému. Ten je nejprve považoval za hřib růžovník (Boletus fuscoroseus) a popis nalezených exemplářů s tímto určením roku 1963 publikoval (včetně černobílých fotografií R. Kuželky).
Druhý nález na téže lokalitě učinil inženýr Špůta o rok později, 27. července 1963. Část plodnic předal Jaroslavovi Veselskému, který na nich provedl makrochemické reakce, výsledky v témže roce publikoval (opět jako Boletus fuscoroseus). Zbývající plodnice poslal na ústředí Československé mykologické společnosti, kde byly opět zkoumány Evženem Wichanským a černobíle i barevně vyfotografovány Jiřím Baierem.
Roku 1979 na základě opakovaných nálezů částečně podobných hřibů z Tatranského podhůří popsal mykolog Aurel Dermek ve spolupráci s Jiřím Lazebníčkem a Jaroslavem Veselským nový druh, hřib horský (Boletus subappendiculatus). Špůtovy nálezy z let 1962 a 1963 v popisu k tomuto druhu přiřadili. V roce 1993 se k této problematice vrátil mykolog Jiří Hlaváček, který se ztotožněním Špůtových nálezů s hřibem horským nesouhlasil, poukázal na rozdíly mezi oběma houbami a vyjádřil přesvědčení, že jde o dva samostatné druhy. Podobného názoru byl i Jiří Baier, který měl také možnost oba druhy studovat. Hlaváček se z tohoto důvodu rozhodl Špůtou nalezený a Wichanským popsaný hřib publikovat jako nový druh, který nazval hřib Wichanského (Boletus wichanskyi).
Ke hřibu Wichanského se vrátil ještě kolektiv vedený Josefem Šutarou, když v roce 2014 publikoval popis nového druhu z tohoto příbuzenstva, který roste pod jehličnany – hřibu šedorůžového (Boletus roseogriseus). Konstatoval, že uvedenými znaky se liší jak od hřibu horského (zelenomodrající póry), tak od hřibu růžovníku a hřibu šedorůžového (užší spóry). Autoři dále upozornili, že podle soudobých pravidel nomenklatury je Hlaváčkův název Boletus wichanskyi formálně neplatný (nomen invalidum), protože autor neuvedl typovou položku (exsikát).

## Vzhled

### Makroskopický
Klobouk 100 – 200 milimetrů široký, nejdříve polokulovitě polštářovitý, pak téměř ploše rozložený, hnědý s růžovým nádechem, na otlačených místech se zbarvuje růžově a poté masově. Rourky nejprve krátké, později se prodlužující, bledě citronově žluté, na třeň přecházejí v jemnou síťku. Póry rovněž bledě citrónově žluté, při poškození modrozelenají.
Třeň pevný, plný, nejdříve mírně soudkovitý, později válcovitý, někdy ve spodní části lehce hlízovitě zesílený. Zbarvený je žlutě, horní část kryje velmi jemná bledě citronová síťka.
Dužnina je zprvu krátce bílá, brzy bledě citrónová, zhruba 10 milimetrů pod pokožkou nabíhá růžově a později masově tmavne. Podobná barevná reakce se objevuje i v místech zdeformovaých při rozkrojení. Chutná mírně, příjemně houbově.

### Mikroskopický
Basidie čtyřvýtrusé, výtrusy jsou průhledné, hladké, zbarvené světle okrově. Dosahují 9 – 12,5 × 3,5 – 4 μm. Vzhled se liší podle polohy: Při viditelném apikulu jsou skoro válcovitě vřetenovité, při pohledu shora či zdola jsou podlouhle válcovitě elipsoidní se 2 – 3 (4) kulatými olejovými kapkami.

### Chemické reakce
Přirozená oxidace dužniny je na otlacích růžová, výrazněji na třeni, částečně i na pokožce klobouku. Na řezu v oblasti třeně a pod pokožkou klobouku kalně růžoví, na přechodu třeně v klobouk se nemění. Beze změny jsou i trubičky na řezu, pouze póry na otlacích reagují modrozeleně.
Se čpavkem (10%) reaguje dužnina klobouku i třeně a dále póry, rourky i síťka na třeni slabě do šedozelena, naopak pokožka klobouku a třeň bez síťky ihned karmínově. S fenolem (2%) plodnice nereaguje krom rourek, které přecházejí slabě do šedozelena. S hydroxidem draselným (30%) se všechny části plodnice barví ihned okrově. Na zelenou skalici (10%) nereagují. S formolem (40%) se pouze rourky barví slabě do šedozelena.

## Výskyt a rozšíření
Jediné publikované nálezy (1962 a 1963) pocházejí ze Slovenska, kde byla houba nalezena na úpatí Kriváně ve Vysokých Tatrách pod jalovcem na okraji smrkového lesa.

## Záměna
- hřib růžovník (Butyriboletus fuscoroseus) – výskyt v teplých nížinách pod duby, modrající dužnina
- hřib šedorůžový (Butyriboletus roseogriseus) – výskyt pod jedlemi, růžový až šedorůžový klobouk, širší spóry
- hřib hnědorůžový (Butyriboletus brunneus syn. Boletus speciosus var. brunneus) – neroste v Evropě
- hřib horský (Butyriboletus subappendiculatus) – chybí zelenomodravá reakce na pórech, nebo je minimální

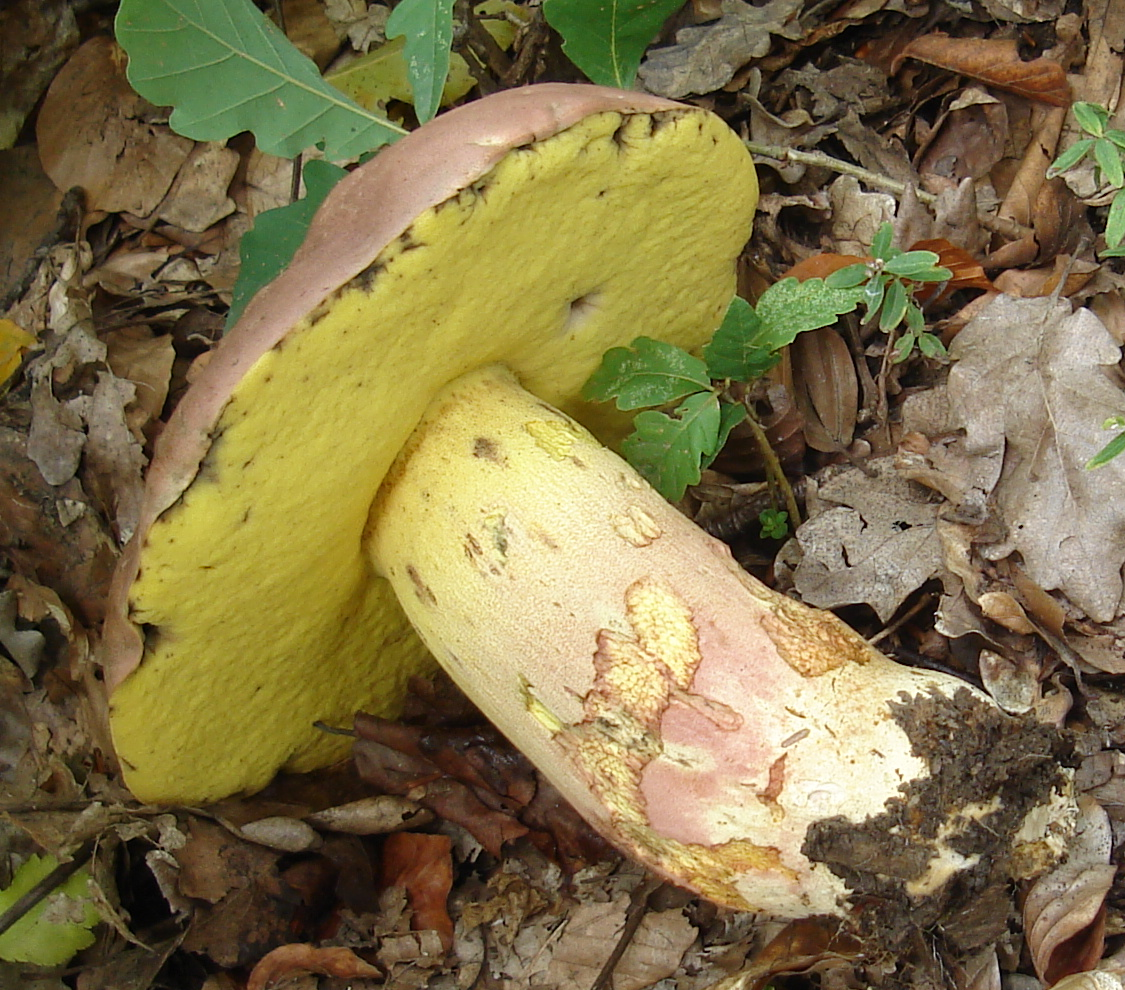
Hřib růžovník
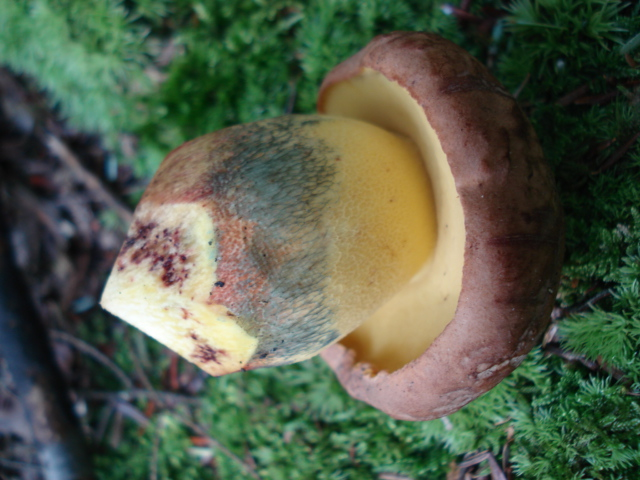
Hřib hnědorůžový
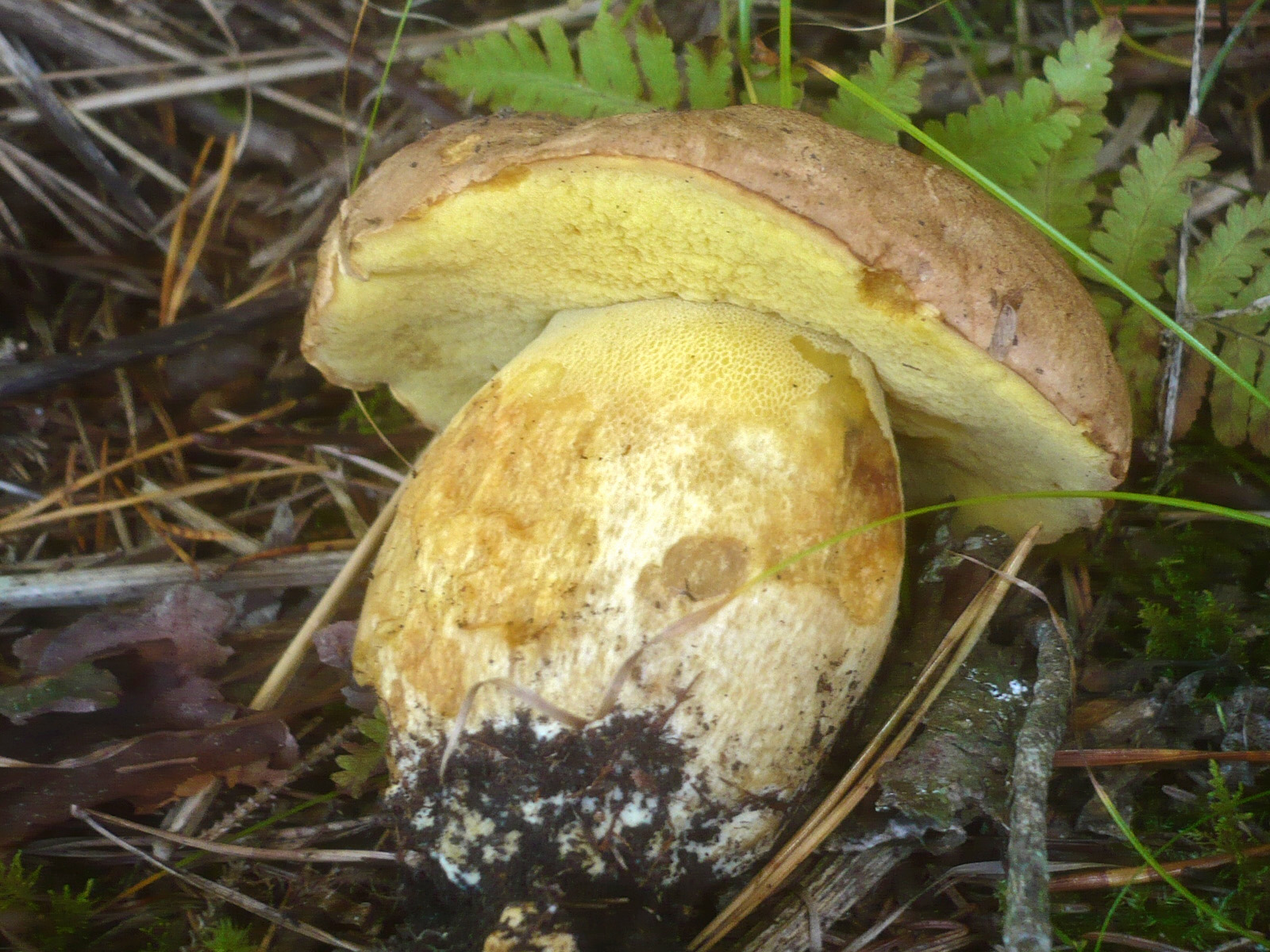
Hřib horský